# (133528) Ceragioli
(133528) Ceragioli – planetoida z pasa głównego asteroid okrążająca Słońce w ciągu 4,83 lat w średniej odległości 2,86 j.a. Odkrył ją David Healy 4 października 2003 roku w swoim prywatnym obserwatorium Junk Bond Observatory. Nazwa planetoidy pochodzi od Rogera Ceragioliego (ur. 1959) – optyka ze Steward Mirror Laboratory należącego do Uniwersytetu Arizony.